# 李蕢至
李蕢至（1979年—）是臺灣環境藝術家，出生於雲林縣，畢業於國立臺灣藝術大學。他進入大自然之中直接向自然學習，通過自身與自然的關係、物理性勞動以及對有機世界的看法與自然元素建立了聯繫和溝通，以了解其內在的靈魂和意識並詮釋著自然哲學。李蕢至的作品以華人哲學思想中最有力量的隱喻之一-「水」作為思考的觸媒，來雕塑著自然界的流動能量。他的自然雕塑在動與靜與內外心境之間把有形的世界與無形的宇宙聯繫起來，並與周圍的環境彼此交流與共生，進而探索創作的本質與人、自然與環境之間的關係。 居住在台灣並在世界各地創作。
「雕塑時間的同時也雕塑著自身。」

## 駐村
| 年份 | 名稱                                                                                | 主辦單位                                  | 地點                                                  |
| ---- | ----------------------------------------------------------------------------------- | ----------------------------------------- | ----------------------------------------------------- |
| 2020 | 《2020成龍濕地國際環境藝術節》                                                      | 財團法人觀樹教育基金會                    | 雲林縣口湖鄉，臺灣                                    |
| 2020 | 《2020東海岸大地術節_邊界聚合》                                                     | 交通部觀光局東部海岸國家風景區管理處      | 都歷遊客中心，臺東縣，臺灣                            |
| 2020 | 《2020年第十屆弟子屈極寒藝術節》                                                    | ARtINn極寒藝術傳染裝置                    | 雪杜野外美術館，北海道，日本                          |
| 2019 | 《2019 Upo 自然藝術節》                                                             | 2019 Upo自然藝術節組委會                  | 牛浦濕地生態體驗公園，昌寧郡，南韓                    |
| 2019 | 《2019成龍濕地國際環境藝術節》                                                      | 財團法人觀樹教育基金會                    | 雲林縣口湖鄉，臺灣                                    |
| 2019 | 《SHINANO原始藝術節2019年-水的發源地》                                              | 原始感覺藝術節執行委員會                  | 千年之森，長野縣大町市，日本                          |
| 2019 | 《國際研討會_ART - NATURE Gabrovtsi 2019》                                          | Duppini art group                         | 加布羅沃村，保加利亞                                  |
| 2019 | 《漂鳥197縱谷大地藝術季_2019萬物糧倉_大地慶典》                                     | 行政院農業委員會水土保持局                | 臺東縣池上鄉，臺灣                                    |
| 2019 | 《2019漂流木&沙-濱海雕塑藝術節》                                                    | Driftwood＆Sand組委會                     | 霍基蒂卡，紐西蘭南島                                  |
| 2018 | 《第6回筑波國際美術展》                                                             | Tsukuba Art Center                        | 筑波山，茨城縣，日本                                  |
| 2018 | 《2018世界最美麗海彎嘉年華_國際海灣地景藝術節_冽冽海風下-2018澎湖縣內海地景藝術祭》 | 澎湖縣政府                                | 澎湖縣，臺灣                                          |
| 2018 | 《2018 釜山ARTinNATURE 國際藝術家駐村》                                             | Association of Busan Nature Artists       | 釜山，南韓                                            |
| 2018 | 《陽明山竹子湖國際環境藝術暨蓪草重生計畫》                                          | 臺灣蓪草學會                              | 臺北市陽明山竹子湖，臺灣                              |
| 2017 | 《2017 -2018國際鮮風藝術雙年展》                                                    | 加爾澤市政府                              | 加爾澤，冰島                                          |
| 2017 | 《2017明日部落—為你而畫 藝術家駐地計畫》                                            | 微獵角旅人客廳                            | 雪霸國家公園觀霧地區，Skaru族人傳統領域，新竹縣，臺灣 |
| 2017 | 《2017江原道環境裝置邀請展》                                                        | 江原道環境裝置藝術委員會                  | 江原道，韓國                                          |
| 2017 | 《2017 Open Arts釜山國際藝術節》                                                    | 韓國釜山自然藝術家協會ARTINNATURE         | 釜山，韓國                                            |
| 2017 | 《臺北市竹子湖蓪草重生計畫國外藝術家駐村創作》                                      | 社團法人臺北市陽明山古蹟聚落生態護育聯盟  | 臺北市，臺灣                                          |
| 2016 | 《2016年輕藝術家江原道環境裝置藝術節》                                              | 江原道環境裝置藝術委員會                  | 江原道，韓國                                          |
| 2016 | 《2016信濃之國原始感覚藝術節 土地說故事—水的說書人》                                | 原始感覺藝術節執行委員會                  | 長野縣，日本                                          |
| 2016 | 《2016西螺國際當代藝術季》                                                          | 財團法人雲林縣螺陽文教基金會              | 濁水溪旁，雲林，臺灣                                  |
| 2016 | 《2016成龍溼地國際環境藝術計畫 翻轉30 —在成龍預見未來》                             | 財團法人觀樹教育基金會                    | 成龍濕地，雲林, 臺灣                                  |
| 2015 | 《關渡國際自然裝置藝術季—感潮》                                                     | 關渡自然公園                              | 臺北，臺灣                                            |
| 2015 | 《2015年江原道環境裝置藝術邀請展》                                                  | 江原道環境裝置藝術委員會                  | 江原道，韓國                                          |
| 2015 | 《2015原始感覺藝術祭—水的祭儀》                                                     | 原始感藝術節執行委員會                    | 長野縣，日本                                          |
| 2015 | 《潮藝術 2015國際環境藝術季》                                                       | 國立海洋科技博物館                        | 基隆，臺灣                                            |
| 2014 | 《第三屆藝術家進駐》，                                                              | 西螺大橋藝術兵營                          | 雲林，臺灣                                            |
| 2014 | 《2014關渡國際自然裝置藝術季》                                                      | 芝山文化生態綠園                          | 臺北，臺灣                                            |
| 2014 | 《2014 10th Open Arts釜山國際藝術節》                                               | 韓國釜山自然藝術家協會 ARTINNATURE        | 釜山，韓國                                            |
| 2013 | 《2013 Naori 生態藝術節》                                                           | Naori Korea                               |                                                       |
| 2013 | 《2013藝術群島在東京 第三屆國際當代藝術展》                                         | 當代藝術在東京群島海洋路線發展計劃委員會  | 大島與新島，東京，日本                                |
| 2013 | 《2013 ART in NATURE國際藝術駐村》                                                  | 韓國釜山自然藝術家協會 ART in NATURE      | 九德文化公園展覽廳，釜山，韓國                        |
| 2013 | 《加拉島國際Baggat Art大展》                                                        | Baggat Art                                | 加拉島，韓國                                          |
| 2012 | 《雲林縣駐鎮藝術家 西螺老街藝術家進駐創作與社區交流》                               | 財團法人雲林縣螺陽文化基金會              | 雲林，臺灣                                            |
| 2009 | 《雲林縣西螺東市場駐村藝術家 藝術進駐—遊藝西螺》                                    | 財團法人雲林縣螺陽文化基金會              | 雲林，臺灣                                            |
| 2009 | 《派生X力Derivative WHAT IS ART!!!》                                                | 屏東縣枋寮藝術村駐村藝術家 同流膜跨域國際 | 屏東，臺灣                                            |

## 展覽策劃
| 年份 | 名稱                                 | 主辦單位           | 地點                         |
| ---- | ------------------------------------ | ------------------ | ---------------------------- |
| 2016 | 《粒冬—2016清水地景藝術節》          | 建興創藝有限公司   | 清水區秀水里稻田，臺中，臺灣 |
| 2012 | 《街區游牧之藝術生境》               | 螺陽文教基金會     | 西螺鎮延平路，雲林，臺灣     |
| 2011 | 《臺北百年-光陰的故事》              | 台北市立社會教育館 | 臺北市，臺灣                 |
| 2010 | 《2010高雄電影節 魔幻化妝大展—假妝》 | 高雄市政府文化局   | 高雄駁二藝術特區，高雄，臺灣 |
| 2001 | 《武昌起義—臺北流行文化藝術祭》      |                    | 武昌街，臺北，臺灣           |

## 個展
| 年份 | 名稱                | 地點                                      |
| ---- | ------------------- | ----------------------------------------- |
| 2018 | 《與自然生活》      | Bonggi Cafe，昌原市，南韓                 |
| 2018 | 《與自然漫步》      | Openarts space MERGE? gallery，釜山，南韓 |
| 2013 | 《漾》              | 覓空間，臺北，臺灣                        |
| 2012 | 《移址殖地》        | 72藝術空間，雲林，臺灣                    |
| 2012 | 《時間風景》        | 72藝術空間，雲林，臺灣                    |
| 2012 | 《所在X生境》       | 72藝術空間，雲林，臺灣                    |
| 2011 | 《以眼聆聽》        | 南海藝廊，臺北，臺灣                      |
| 2011 | 《葉語》            | 樹樂集生活咖啡空間，臺北，臺灣            |
| 2011 | 《臺北感…信息瀑布》 | 北風藝廊，臺北，臺灣                      |
| 2011 | 《內在的聲音圖像》  | 臺北市立社會教育館，臺北，臺灣            |
| 2010 | 《CIRCLE》          | 南海藝廊，臺北，臺灣                      |

## 環境藝術
2020年
- 《2020 屏東落山風藝術季》，〈風之夢土〉地景裝置，海口村海灘，屏東縣，台灣
- 《2020文化科技論壇_創意內容大會》，〈蛻變〉雕塑裝置，信義劇場 Legacy MAX，台北，台灣
- 《2020桃園地景藝術節_構築城市》，〈高雙陂塘漣漪迷宮〉地景裝置，桃園市平鎮區高雙里農田，桃園市，臺灣
- 《2020東海岸大地術節_邊界聚合》，〈轉變〉雕塑裝置，都歷遊客中心，臺東縣，臺灣
- 《2020年第十屆弟子屈極寒藝術節》，〈風〉雕塑裝置，雪杜野外美術館、ARtINn極寒藝術傳染裝置，北海道，日本

2019年
- 《2019 Upo 自然藝術節》，〈水的守護〉雕塑裝置，牛浦濕地生態體驗公園，昌寧郡，南韓
- 《漫行沙丘_2019壯圍沙丘地景藝術節》，〈加留沙浪〉雕塑裝置，壯圍沙丘旅遊服務園區，宜蘭縣，臺灣
- 《2019雲林成龍溼地國際環境藝術季》，〈濕地之眼〉地景裝置，成龍濕地，雲林縣，臺灣
- 《SHINANO原始藝術節2019年-水的發源地》，〈水氣場2019〉地景裝置，千年之森，長野縣大町市，日本
- 《國際研討會_ART - NATURE Gabrovtsi 2019》，〈森林守護者〉、〈漣漪〉、〈地衣吊床〉、〈金黃色的階梯〉、〈網〉、〈河禮服〉地景裝置，加布羅沃村，保加利亞
- 《2019漂流木&沙-濱海雕塑藝術節》，〈波紋〉地景裝置，霍基蒂卡，紐西蘭

2018年
- 《從原始部落生活到地方感 堆疊Gaga_Skaru現地創作行為展：2018拿撒姆大地藝術工作營》，〈Nga-San-Mu Studio〉地景裝置，雪霸國家公園觀霧地區，新竹縣，臺灣
- 《第6回筑波國際美術展》，〈月巢〉地景裝置，筑波山，茨城縣，日本
- 《2018世界最美麗海彎嘉年華_國際海灣地景藝術節_冽冽海風下-2018澎湖縣內海地景藝術祭》，〈風的邊界〉地景裝置，澎湖縣，臺灣
- 《慢慢步，吹吹風-裝置藝術展》，〈記憶浪體 No.2〉地景裝置，新竹市，臺灣
- 《2018 釜山ARTinNATURE 國際藝術家駐村》，〈標記自然X12〉、〈看不見的溪流〉地景裝置，釜山，南韓
- 《2018 陽明山竹子湖國際環境藝術暨蓪草重生計畫》，〈洞察〉地景裝置，臺北市陽明山竹子湖，臺灣
- 《2018成龍濕地國際環境藝術節—作伙倒轉來!》，〈成龍庇護所〉地景裝置，財團法人觀樹教育基金會，雲林縣口湖鄉，臺灣
- 《2018臺灣燈會》，〈流動光景〉地景裝置，嘉義縣政府，太保市，嘉義，臺灣

2017年
- 《2017-2018國際鮮風藝術雙年展》，〈風徑〉、〈甦醒〉裝置，加爾澤市政府，加爾澤，冰島
- 《空氣草—當代藝術中的展演力》，〈回收風景〉裝置，板橋，臺灣
- 《2017江原道環境裝置邀請展》，〈自然邊界的螺旋〉地景裝置，江原道環境裝置藝術委員會，江原道，韓國
- 《2017 Open Arts釜山國際藝術節》，〈九德藝術棲地〉地景裝置、地景攝影，釜山，韓國
- 《臺北市網球中心公共藝術季》，〈呼吸光體〉裝置，內湖網球中心，臺北市，臺灣
- 《2017北ALPS國際藝術祭》，〈起風〉地景裝置，鷹狩山，大町市，長野縣，日本
- 《2017宜蘭綠色博覽會—綠啟航》，〈漣漪迷宮〉地景裝置，宜蘭冬山河生態綠舟，宜蘭縣政府，宜蘭，臺灣
- 《北火遺跡漫遊計畫-除役機組藝術再造展示》，〈蜃景〉地景裝置，國立海洋科技博物館，基隆市，臺灣

2016年
- 《粒冬2016清水地景藝術節》，〈清水漣漪迷宮〉、〈牛耕記憶〉地景裝置，清水區秀水里稻田，建興創藝有限公司，臺中，臺灣
- 《新北市土城區清水國民小學—本校校園藝術工程》，〈傑克花園〉地景裝置，土城區，新北市，臺灣
- 《2016西螺當代藝術季回顧展》，〈藝術生境—濁水溪棲地計畫〉攝影，72藝術空間，財團法人雲林縣螺陽文教基金會，雲林，臺灣
- 《北海岸藝術祭》，〈嵩山竹曲〉[2]地景裝置，嵩山社區梯田，新北市政府文化局，臺灣
- 《2016年輕藝術家江原道環境裝置藝術節》，〈江原道藝術棲地〉地景裝置，江原道環境裝置藝術委員會，江原道，韓國

- 《2016信濃之國原始感覚藝術節—土地說故事 水的說書人》，〈漣漪劇場[3]、水氣場-3 森林瞭望臺〉地景裝置，原始感藝術節執行委員會，長野縣，日本

- 《2016潮藝術 國際藝術季—海洋未來式 點藝術》，〈藍色印象〉裝置，基隆文化中心，基隆X海科，臺灣
- 《2016西螺國際當代藝術季》，〈藝術生境—濁水溪棲地計畫〉地景裝置，財團法人雲林縣螺陽文教基金會，濁水溪旁，雲林，臺灣
- 《2016臺中公共藝術節—綠能・藝能》，〈生活力—Vis Viva〉地景裝置，臺中公園，橘園國際藝術策展股份有限公司，臺中，臺灣
- 《藝術在河濱》，〈記憶浪體〉地景裝置，社子島濕地，臺北，臺灣
- 《2016成龍溼地國際環境藝術計畫—翻轉30  在成龍預見未來》, 〈遺跡2046〉地景裝置，成龍濕地，雲林, 臺灣

2015年
- 《關渡國際自然裝置藝術季：十年回顧》，〈潮語2 回看〉地景裝置，關渡自然公園，臺北，臺灣
- 《睡眠林床試驗—樹火20特別活動》，〈減速〉地景裝置，樹火紀念紙博物館、草字頭國際，大安森林公園，臺北，臺灣
- 《關渡國際自然裝置藝術季—感潮》，〈潮語〉地景裝置，關渡自然公園，臺北，臺灣
- 《2015年江原道環境裝置藝術邀請展》，〈林間迴響〉地景裝置，江原道環境裝置藝術委員會，江原道，韓國
- 《2015原始感覺藝術祭—水的祭儀》，〈水氣場〉地景裝置，原始感藝術節執行委員會，長野縣，日本
- 《潮藝術—2015國際環境藝術季》，〈流亡的珊瑚礁〉地景裝置，國立海洋科技博物館，基隆，臺灣
- 《第一屆 愛自由—當代書藝聯展》，〈竹曲〉裝置、Video，madL替代空間，臺北，臺灣

2014年
- 《2014關渡國際自然裝置藝術季》，〈島嶼〉地景裝置，芝山文化生態綠園，臺北，臺灣
- 《2014 10th Open Arts釜山國際藝術節》，〈浮島〉地景裝置，韓國釜山自然藝術家協會，ARTINNATURE，釜山，韓國
- 《2014高峰藝術節》，〈竹曲〉，地景裝置，新竹市立高峰國民小學，新竹，臺灣

2013年
- 《2013 Naori 生態藝術節》，〈聖泉〉[4]地景裝置，Naori Korea，泰安，韓國
- 《2013 西螺大橋觀光文化節》，〈潮間帶〉，地景裝置，財團法人雲林縣螺陽文教基金會，西螺大橋，雲林縣，臺灣
- 《2013 清水地景藝術節—潮間帶》，〈潮間帶、出土鰲鱗、望潮、東坡肉、蒲福氏草浪〉，地景裝置，建興創藝有限公司，鰲峰山公園，臺中市，臺灣
- 《2013藝術群島在東京—第三屆國際當代藝術展》，〈YUMEYA〉、〈〒100-0212〉地景裝置，當代藝術在東京群島海洋路線發展計劃委員會，大島，東京，日本
- 《2013年度匯演(1) Action III意識跳格》，地景攝影，臺北市藝術創作者職業工會，藝境畫廊，臺北，臺灣
- 《2013ARTinNATURE國際藝術駐村》，〈微熱山丘〉、〈當我在山丘嗅聞時〉地景裝置，韓國釜山自然藝術家協會，ARTinNATURE、九德文化公園展覽廳，釜山，韓國
- 《2013ARTinNATURE第5屆藝術計畫—亞洲海岸線藝術會議 亞洲藝術網絡研討會暨駐地成果發表》，地景攝影、錄像裝置，韓國釜山自然藝術家協會，九德文化公園展覽廳，釜山，韓國
- 《世界家園》，〈藝術生境—水孕〉地景裝置、錄像，陽光國際文化藝術有限公司，國立清華大學，新竹，臺灣
- 《同流膜—身噪體》，〈漾〉裝置、攝影，同流膜跨域國際，覓空間，臺北，臺灣
- 《加拉島國際Baggat Art大展》，〈雪脈〉地景裝置，Baggat Art，加拉島，韓國

2012年
- 《2012年度匯演(1) Action II──意識織錦》，〈DRIFT〉地景攝影、錄像裝置，臺北市藝術創作者職業工會，藝境畫廊，臺北，臺灣
- 《HOME藝術家園計畫：這群人》，〈大地甬道〉地景裝置，海岸線藝術網絡，淡水文化園區，臺北，臺灣

2009年
- 《藝術進駐—遊藝西螺》，〈聚〉、〈沙引〉、〈風相〉，地景裝置與行動，財團法人雲林縣螺陽文教基金會，雲林，臺灣
- 《HUMAN RIHGTS—跨界藝演‧人權串連》，〈US〉裝置，臺灣藝術市集協會，景美人權文化園區，臺北，臺灣
- 《派生X力Derivative WHAT IS ART!!!》，〈自然光〉地景裝置，同流膜跨域國際，枋寮藝術村與海邊，屏東，臺灣

## 外部連結
- 李蕢至 LEE, KUEI-CHIH （页面存档备份，存于）的個人網站